# Espectroscopi

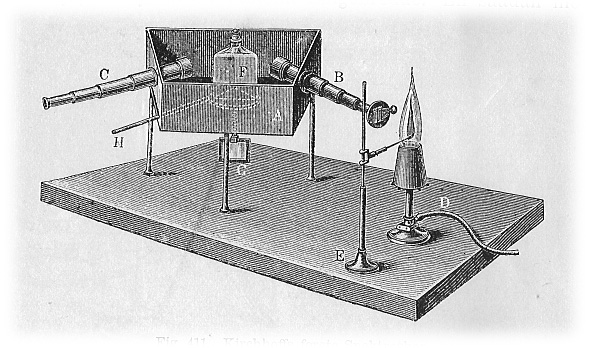
Espectroscopi de Kirchhoff

Un espectroscopi és un espectròmetre que permet l'observació visual (sobre una pantalla òptica, catòdica, monitor de TV, etc.) de l'espectre de la radiació electromagnètica d'una determinada font.
Etimològicament, espectrògraf és un mot compost de espectro, forma prefixada del mot "espectre"; i de la forma sufixada del grec -skópion, derivat del mot skopêin, 'mirar'.
L'espectroscopi fou inventat el 1819 per l'alemany Joseph von Fraunhofer. Els científics alemanys Gustav Robert Kirchhoff i Robert Bunsen dissenyaren un espectroscopi el 1859, amb el qual descobriren el cesi i el rubidi.